# Dharamkot
Dharamkot là một thành phố và là nơi đặt hội đồng đô thị (municipal council) của quận Moga thuộc bang Punjab, Ấn Độ.

## Nhân khẩu
Theo điều tra dân số năm 2001 của Ấn Độ, Dharamkot có dân số 15.399 người. Phái nam chiếm 53% tổng số dân và phái nữ chiếm 47%. Dharamkot có tỷ lệ 62% biết đọc biết viết, cao hơn tỷ lệ trung bình toàn quốc là 59,5%: tỷ lệ cho phái nam là 65%, và tỷ lệ cho phái nữ là 59%. Tại Dharamkot, 12% dân số nhỏ hơn 6 tuổi.